# Todirostre à gorge fauve
Hemitriccus rufigularis
Espèce
Statut de conservation UICN

 NT  : Quasi menacé
Le Todirostre à gorge fauve (Hemitriccus rufigularis) est une espèce de passereau de la famille des Tyrannidae,.

## Distribution
Cet oiseau vit dans les contreforts du versant est des Andes en Équateur, au Pérou et à l'ouest de la Bolivie,,.